# Rangkrone
En rangkrone også kaldet en heraldisk krone eller mindre korrekt en adelskrone er en prydefuld ornaments-krone, der er placeret øverst på et heraldisk våbenskjold, og som angiver forrangen af en adelsmand- eller slægt. Formelt og ceremonielt set er kroner, som symboliserer monarker såsom paver, kejsere/kejserinder, konger/dronninger og arvinger til tronen også betragtet som rangkroner, men disse kroner omtales i stedet for faktuelle "kroner", og heraldiske skildringer af sådanne kroner (i dag især af nogle monarkiers våbenskjolde) er ofte baseret på det faktuelle udseende af monarkens krone.
I lande som Storbritannien er selve rangkronerne fysiske kroner, og en ejendel, som den betitlede adel besidder. I de fleste andre lande med betitlet adel er rangkronen nu blot en prydefuld og cerimonial artefakt, som blot symboliserer forrang. Hvorfor rangkroners væsentligste anvendelse i dag ikke på hovedet men som et rang-symbol i heraldik, og som pryder våbenskjold.

## Rangkronernes historie i Danmark
I 1671 blev der af Christian 5. fastsat rangkroner for grever og friherrer i grevernes og friherrernes privilegier. I en revision af privilegierne et par år senere blev også ranghjelme for den betitlede adel introduceret. I 1679 blev der fastsat en ranghjelm for ”borgerlige betjente”, altså borgerligt fødte kongelige embedsmænd, der via deres placering i rangfølgen opnåede adelig status. Denne hjelm bliver senere fastsat som den ubetitledes adels ranghjelm. En rangkrone for den ubetitlede adel var ikke formelt fastsat på dette tidspunkt, men i adels- og våbenpatenter blev der ofte brugt en krone med tre palmetter. I 1683 blev der udstedt en kongelig forordning, hvor det kun tillades grever, friherrer, gehejmeråder og høje generalspersoner at sætte krone direkte på deres våbenskjold.
I forbindelse med indretningen af De Kongelige Ordeners Ridderkapel Arkiveret 9. april 2020 hos  Wayback Machine i Frederiksborg Slotskirke blev der i 1693 udfærdiget et kronereglement. Foruden de kongelige rangkroner viser kronereglementet adelige rangkroner og -hjelme. Den føromtalte hjelm for ”borgerlige betjente” blev ved denne lejlighed fastsat som den ubetitlede adels ranghjelm, og den krone, der uofficielt havde været anvendt som den ubetitlede adels krone, blev nu officielt fastsat som rangkrone. Kronen beskrives i reglementet som adelens krone på hjelm og skjold, og dermed må forordningen af 1683, der forbød den ubetitlede adel at føre krone direkte på skjoldet, anses for ophævet. Derudover blev der introduceret en krone for den ubetitlede adel til brug indeni skjoldet, dvs. på et eventuelt hjerteskjold, ligesom en tilsvarende krone for den betitlede adels hjerteskjolde. Disse kroner til brug på hjerteskjolde blev dog aldrig konsekvent anvendt. En speciel krone var forbeholdt Gyldenløverne. Kronereglementet af 1693 er illustreret flere steder, bl.a. i et maleri på Rosenborg og i bogværket af Laurids de Thurah, Den Danske Vitruvius fra 1746.

### Særpræg ved de danske rangkroner
Udover de ovennævnte kroner er der i flere enkelttilfælde blevet fastsat en speciel krone. Eksempelvis fører den grevelige slægt af Danneskiold-Samsøe en ”antik” krone med fire lave og fire høje takker, og hertugerne af Glücksbierg fører en krone, der minder om en fransk hertugkrone. Frederik 4. udnævnte i 1709 Hugo Octavio Accoramboni fra Firenze til markgreve af Lister og i 1710 Francisco de Ratta fra Bologna til markgreve af Mandal, de eneste markgrever i dansk adels historie. Til disse blev der til lejligheden fastsat en dansk markgrevekrone. Greverne Haugwitz-Hardenberg-Reventlow fører med hjemmel i patentets våbentegning tysk fyrstekrone.

## Danske regelmæssige rangkroner
Nedenstående er en fortegnelse over de nuværende regelmæssige rangkroner i Danmark. Specielle rangkroner, såsom Danneskiold-Samsøe-slægtens rangkrone, er vist i starten af siden.
| Danmarks monark (Konge eller Dronning) | Kronprins | Prins                | Hertug                                  |
| Markis (Markgreve)                     | Greve     | Baron eller Friherre | Ubetitlet rangkrone for den danske adel |